# L'esperança del condemnat a mort
 L'esperança del condemnat a mort és una sèrie de tres pintures realitzada per Joan Miró el 1974 i que actualment forma part de la col·lecció permanent de la Fundació Joan Miró de Barcelona, gràcies a una donació del mateix artista.

## Història
Els darrers anys de la dictadura de Franco va haver-hi uns judicis sumaríssims que no van deixar indiferent el pintor. Joan Miró va pintar aquest tríptic en referència a l'esperança de mesura de gràcia que es va demanar per al jove llibertari, membre del MIL, Salvador Puig Antich que finalment seria executat al garrot vil.
Aquesta sèrie en recorda directament una altra del 1968 titulada Pintura sobre fons blanc per a la cel·la d'un solitari tot i que en aquesta versió ja defineix al solitari com a presoner.
Les obres són resultat d'un procés de més de dos anys on Joan Miró va fer diversos dibuixos preparatoris amb variacions de la mateixa idea o plantejament. Aquests dibuixos es conserven al fons de la Fundació Miró.
Durant el mes de febrer de 1974 va traslladar aquestes idees en una tela, que no consideraria definitivament acabada fins dos mesos després de l'execució de Puig Antich, per bé que materialment, el tríptic ja fou finalitzat aquell mateix febrer.
De la sèrie el mateix Miró en diria:
| «           | És estrany, però alhora significatiu, que jo acabés aquella obra el mateix dia que van executar amb el garrot aquell pobre noi, Salvador Puig Antich. Vaig acabar el quadre el mateix dia que el van matar, sense jo saber-ho: una línia negra damunt un fons blanquinós, una línia negra com un fil que algú talla perquè té la força i gens de pietat | » |
| — Joan Miró | |   |

| «           | (…) Fa anys, en una tela gran, havia pintat una ratlla, una ratlleta blanca; i una altra tela, una ratlla blava. I després, un bon dia, va passar… en el moment que donaven el garrot a aquell pobre xicot, catalanista, Salvador Puig Antich. Jo sentia que era allò. El dia que el van matar. Vaig acabar aquella tela el dia que el van matar. Sense saber-ho. -'Era allò'? - La seva mort. La línia que s'interrompria. És un tríptic, que vaig anomenar L'esperança del condemnat a mort. Voldria que aquestes tres teles es quedin a Barcelona, a la Fundació. - La relació entre aquestes teles i el drama de Puig Antich no era cercada al començament? - No era en absolut una coincidència intel·lectual. Sinó una coincidència una mica màgica… com us ho diria? | » |
| — Joan Miró | |   |

El 2016, amb la renovació de l'exposició permanent de la Fundació Joan Miró, l'edifici va recuperar alguns dels espais dissenyats específicament per a algunes obres, com els absis (també anomenats capelles) per a la contemplació dels tríptics Pintura sobre fons blanc per a la cel·la d'un solitari I, II, III i L'esperança del condemnat a mort I, II, III, que reprodueixen la manera com l'artista desitjava que fossin exhibits, tal com els havia disposats al seu estudi de Son Boter.

## Descripció
Les successives representacions mostren una taca que va canviant de color d'acord amb les transformacions d'una línia negra en un espai omplert d'esquitxades i regalims de pintura. La línia mira de descriure una forma que no arriba a completar-se, com inesperadament interrompuda, en un tràgic paral·lelisme amb la vida truncada del jove activista.
Aquesta obra es va realitzar el 1974, ja al final de la vida artística. Ràpid, segur, múltiple, el traç de Miró parteix del subsòl, la realitat, per enlairar-se a l'horitzó, al futur. Miró sap que cada traç li planteja un enigma; la seva tasca com artista sempre ha estat la mateixa: en paper, en tela, en cartó, fusta o escultura; omple l'espai de signes que donen sentit a l'obra i el buida d'aparença. Per la seva essència mateixa cada obra planteja un esdevenir constant d'una percepció, proposa una percepció del món en un vocabulari plàstic - és a dir, reformular la percepció del món-. És certament la millor definició de l'artista, i d'una manera particular de l'artista d'avantguarda.
Miró en la seva maduresa vol allunyar-se de les fórmules del seu vocabulari per assolir l'expressió. Les pintures es caracteritzen per grafismes gruixuts, traçats amb una sola alenada, sense rebutjar les formes Miró, sinó que simplificant el gest. S'imposa cada cop més la creixent importància del buit. Miró arriba al màxim grau de dificultat quan es planteja suggerir una imatge poètica, creant tensió, expressant, un determinat estat d'ànim amb els mínims recursos. Per això cada cop utilitza formats més grans, que malgrat l'estàtica, semblen crear dinamismes.

## Context i influències
Miró va pintar aquestes obres de gran format (així com Blau II) influenciat i sota la impressió de la seva estada als Estats Units. Els Action Paintings de Jackson Pollock i de l'expressionisme abstracte de Robert Motherwell i Mark Rothko són clares influències per Miró, tot i que les formes de Miró no són figures abstractes, sinó que resten fidels a la naturalesa, font de la seva inspiració
En el món de l'art es va produir un gran desencís a conseqüència de la catàstrofe de la segona guerra mundial i les atrocitats que es van produir, que deixaven una societat que havia posat la ciència i el seu progrés pel desenvolupament de la bomba atòmica i que havia acabat per ser governada de nou per les classes conservadores. L'art passava de ser un valor de gaudi per convertir-se en valor de consum. Com a reacció d'aquesta posició acomodada, molts són els artistes que s'inclinen a experimentar en formes més expressives. Una de les grans figures de l'expressionisme fou Motherwell (1915-1991), qui va pintar una de les seves obres més famoses amb una llarga serie Elegia a la República Espanyola (1955-1960). L'elecció del tema suggereix una pintura "subjectiva" de la realitat (molt més indirecta que el Guernica de Picasso). Apareixen als Estats Units grans artistes de la pintura expressionista abstracta, com Pollock, Franz Kline o de Kooning amb una pintura enèrgica i gestual, així com Rothko qui va prescendir de la pintura figurativa. S'introdueixen els conceptes iniciats en el cubisme amb l'experimentació de l'espai. La pintura esdevé una pantalla per a les meditacions de l'espectador.
La fascinació de Miró per l'art Japonés i el master SengaiGibon van influenciar molts dels artistes abstractes europeus i americans del moment. La simplicitat intrigant de l'obra de Sengai, que combina formes geomètriques amb textos verticals va causar un fort impacte en Miró, qui va iniciar un vocabulari de signes propis, els quals Miró va experimentar el gran poder visual cromàtic que suposaven posar a l'espectador davant de tres grans formats, una combinació no només d'obres per separat, sinó d'oferir un nou camp visual que omple completament a l'espectador (TATE) Es produeix una forta relació entre mitjans escassos i l'impacte dramàtic TAT)
En el moment en què Miró va pintar L'esperança del condemnat a mort, ens trobem amb una Europa post-maig 68, reivindicativa i descontenta i, alhora trobem que l'Estat espanyol veu com agonitza la dictadura del General Franco. Al mateix temps trobem un Joan Miró plenament reconegut i que a més es troba amb plenes capacitats per tal de cercar nous camins creatius. Miró havia visitat el Japó, on hi havia fet diverses exposicions. L'orientalisme sempre representà per a Miró una font d'on rebre influències. Altres artistes miraven en aquests moments cap al món africanista —Picasso —, ell decideix mirar cap a un altre món complex conceptualment.
Miró ha estat definit com el "català internacional", que va patir un exili intern per culpa de Franco: un artista polític, surrealista d'avantguarda i modernista.
El mateix Miró manifesta que l'artista és una "persona amb una responsabilitat cívica especial, la seva veu ha de parlar per al silenci, i la seva obra per a l'emancipació", entenia que la seva obra tenia l'obligació de promoure, de reivindicar, parlar, estar al servei de l'home

## Exposicions
- 1974 - Gran Palais, París
- 1978 - Sa Llotja, Ciutat de Mallorca
- 1978 - Museo Español de Arte Contemporáneo, Madrid
- 1979 - Orsanmichele, Florència
- 1980 - Museo de Arte Moderno de Mèxic[16]
- 2011 - Fundació Joan Miró, Barcelona, Joan Miró. L'escala de l'evasió[17]

## Anàlisi
Miró expressà el seu sentiment davant la injustícia amb les eines que tenia al seu abast: la pintura. Amb el gest tens, que delimita un cercle que la mort no permetrà que s'acabi de tancar, Miró intenta transmetre a l'espectador la tensió i la crispació del moment. En aquells moments hi hagué un fort moviment social en contra de la seva execució. De fet fou un dels últims tocs de força del franquisme. Miró es manifesta contra aquesta situació. No era justa la pena imposada a Salvador Puig Antich. Joan Miró, molt compromès en aquest moment de canvi contra la dictadura, ja havia fet el cartell a favor de la Declaració Universal dels Drets Humans el mateix 1974.
Compromés en aquest punt d'inflexió que a més coincideix en la seva recta final del seu procés creatiu. La força gestual i la influència de l'orientalisme cromàtic i compositiu, ajuden a Miró a transmetre el missatge: El drama de Salvador Puig Antich.
El cantautor Raimon, en parlar de la sèrie, comenta: «Quan vaig veure la retrospectiva del Grand Palais del 1968 vaig quedar impressionat. A l'obra tardana de Miró, quan ja sent la mort a prop, hi ha molt negre, i més tard trobar-se amb tot aquest blanc va ser molt emocionant. És una obra que et deixa suspès en un món d'una gran profunditat, va a l'arrel del dolor per l'execució de Puig i Antich. I també em va impressionar molt la fotografia que li va fer Català Roca assegut davant el tríptic. Al mateix temps que s'enfronta a la seva pròpia expressió de la mort, al títol hi apareix la paraula esperança. Miró em va captivar quan anava a l'institut, molt abans de coneixe'ns, i que fes les portades de dos dels meus discos»

## Pintura i pena de mort

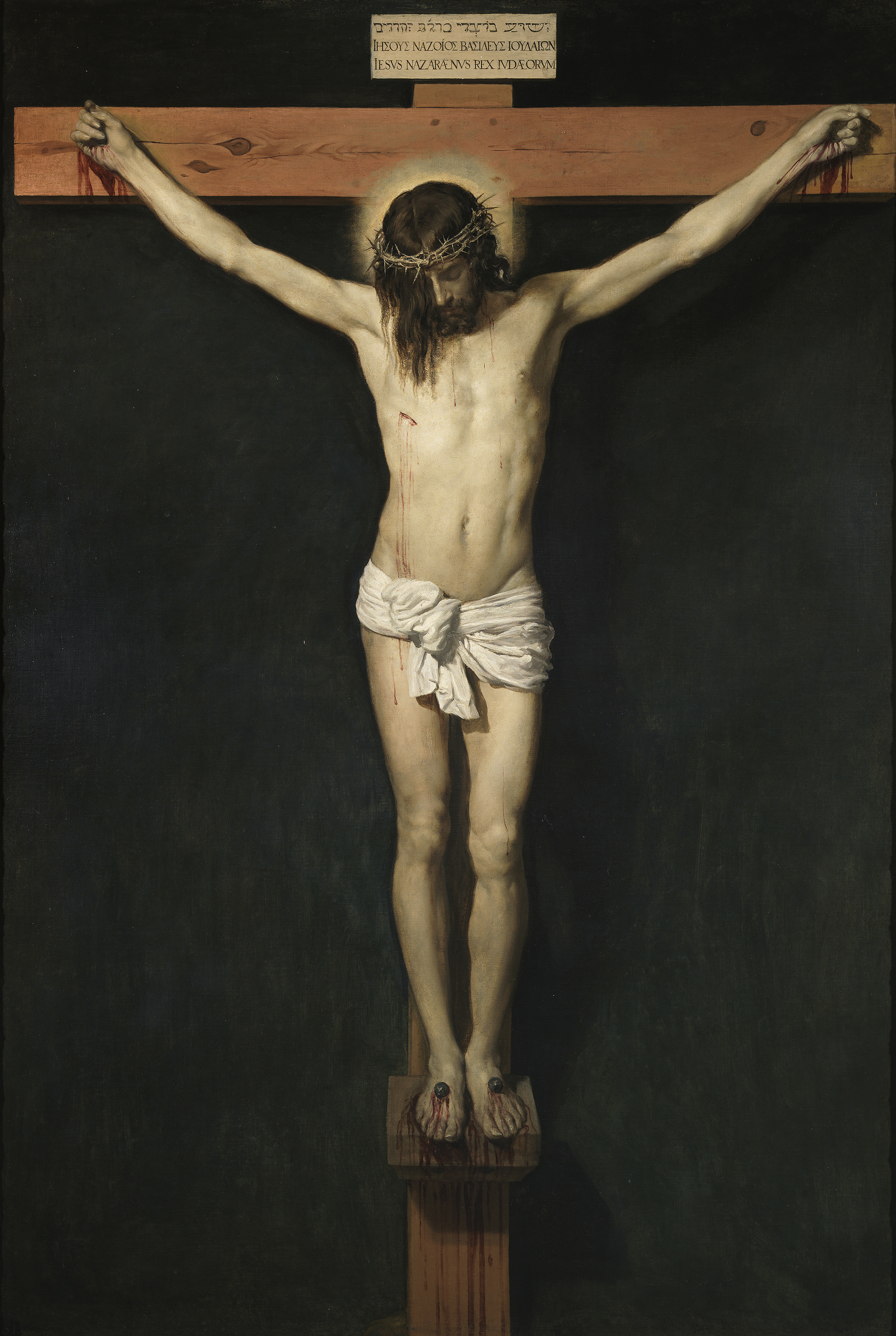
La Crucifixió, de Velázquez, (1631)

Diversos artistes han fet servir la seva obra com a instrument de protesta al llarg de la història de l'art. Una de les obres més representades de tota la història de l'art és l'execució de Jesucrist (Crucifixió de Jesús).
Miró va ser catalogat durant molt temps com artista surrealista, de formes oníriques i infantil, però les tesis més actuals reivindiquen a un Miró compromès políticament, amb Catalunya, amb la democràcia, i a favor del moviment antifranquista.
Les tres pintures estan dominades per una línia que cau amb resignació indecisa, garavots de color com si fossin memòries del passat, a través d'un gest brusc de pintura.
Amb similituds amb el tríptic també de Pintura mural per a la cel·la d'un solitari (1968), ens trobem amb un artista reivindicatiu, que no tolera cap concessió, descarta tot gest amable i es limita a provocar la tensió mitjançant el traç del seu pinzell en la pintura mural. En els últims anys sobretot, Miró no va fer cap mena de concessió, sempre mantenint la capacitat de rebel·lia, exercint la destrucció brutal de cànons artístics com conservadors i burgesos, per tal d'assolir un univers plàstic més esperançador.